# Karl Janik
Pas d'image ? Cliquez ici

a Compétitions nationales et continentales officielles uniquement.

b Matchs officiels uniquement.
Dernière mise à jour le 16 août 2015.
Karl Janik, né le 12 janvier 1960 à Oujda (Maroc), est un joueur de rugby à XV, qui a joué avec l'équipe de France et avec le Stade toulousain au poste de troisième ligne aile (1,88 m pour 100 kg).
Il formait la troisième ligne du Stade toulousain avec ses compères Thierry Maset et Albert Cigagna, remportant trois Bouclier de Brennus, trophée recompensant le club champion de France. Costaud et « dur au mal », il a souvent dépanné en cours de match en deuxième ligne.
De novembre 2014 à décembre 2016, il est manager de l'équipe de France féminine.

## Biographie
Karl Janik  est un athlète de haut niveau plusieurs fois recordman jusqu'en espoirs (lanceur de disque). Il est repéré par le Stade toulousain au CREPS de Toulouse. Il est amené au rugby par Robert Bru, « fondateur » du jeu toulousain moderne. Il s'impose en équipe une au milieu des années 80 et en devient le capitaine à la fin de la décennie.
Il entraîne ensuite de nombreuses équipes tant masculines que féminines. Professeur de sport, il est nommé à l'université de Rouen en 2007. Il y créé une équipe féminine en 2008. Il entraîne aussi le Rugby club de Rouen, devient président de l'AS Rouen Université Club féminin (2e division) et continue d'entraîner l'équipe féminine de l'École supérieure de commerce de Rouen.
En novembre 2014, il est nommé manager de l'équipe de France féminine. Il succède à Annick Hayraud à ce poste. Il accompagne le duo d'entraîneurs composé de l'ancien talonneur international Jean-Michel Gonzalez et de Philippe Laurent.
En novembre 2016, il est membre de la liste menée par Alain Doucet, secrétaire général de la FFR sortant, pour intégrer le comité directeur de la Fédération française de rugby. Lors de l'élection du nouveau comité directeur, le 3 décembre 2016, la liste menée par Bernard Laporte obtient 52,6% des voix, soit 29 sièges, contre 35,28% des voix pour Pierre Camou (6 sièges) et 12,16% pour Alain Doucet (2 sièges). Karl Janik n'est pas élu au sein du comité directeur.
En décembre 2016, à la suite du changement de comité directeur de la FFR et à l'élection de Bernard Laporte à sa tête, les deux entraîneurs de l'équipe de France féminine, Gonzalez et Laurent, sont écartés "sans aucune explication". Le bilan sportif de l'équipe de France féminine, qui a remporté le tournoi des 6 Nations 2016 (2e en 2015), ces deux dernières saisons ne semble pas en cause. Il est lui remplacé par Annick Hayraud au poste de manager.
Son fils Thomas joue aussi au rugby, au poste de centre et d'ouvreur. Formé au Stade toulousain, il a évolué au niveau Fédérale 1 sous les couleurs de Rouen (2007-2009), Bobigny (2009-2011) et, plus longuement, du RO Agde, avec Didier Camberabero comme entraineur.

## Carrière

### En club

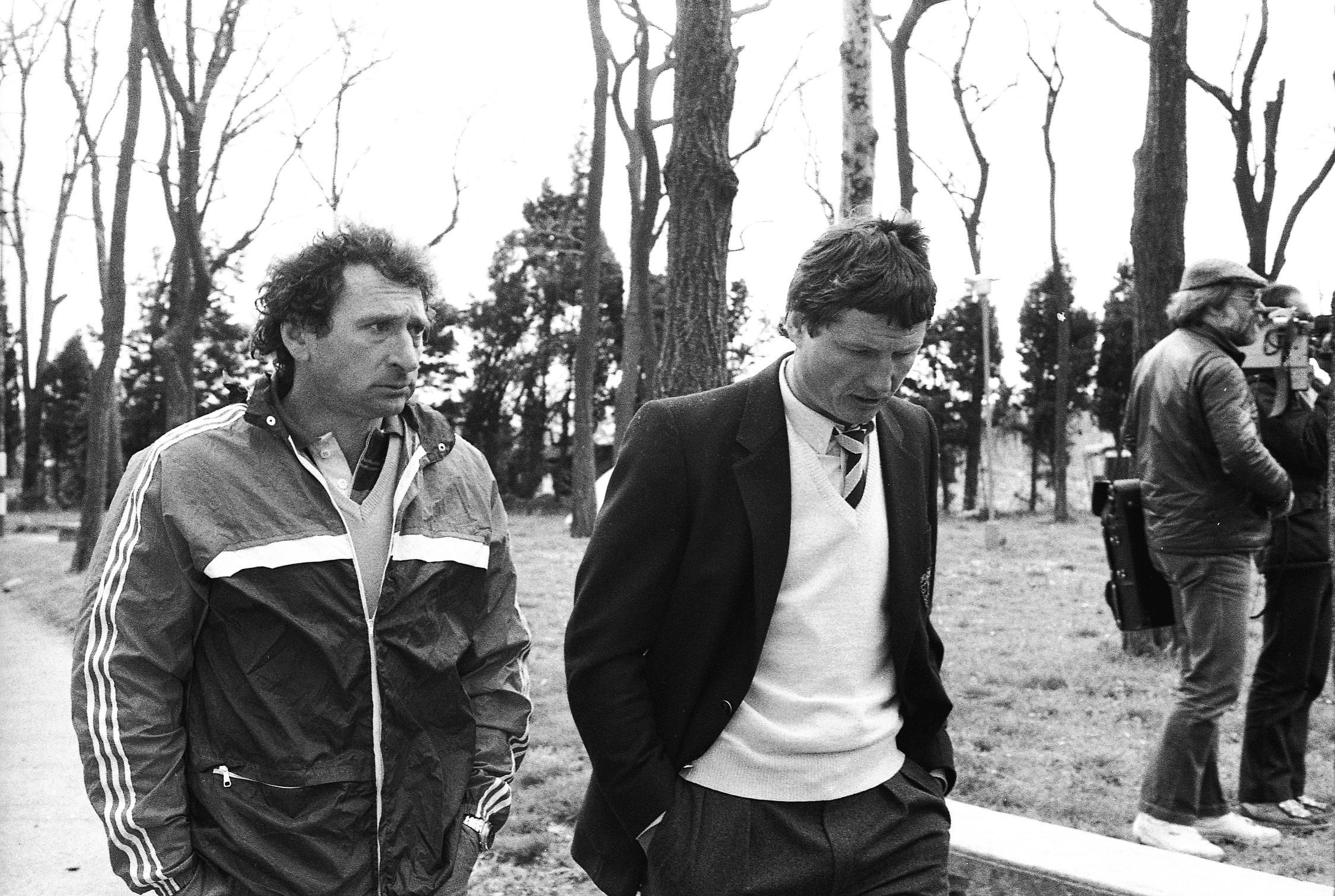
Pierre Villepreux et Jean-Claude Skrela, sont les entraîneurs de Karl Janik de 1983 à 1989.

- 1979-1993 : Stade toulousain

### En équipe nationale
Il a disputé un test match le 11 novembre 1987 contre l'équipe de Roumanie.

## Carrière d'entraîneur
- 1996-1997 : US L'Isle-Jourdain
- 1997 : Rugby club de Rouen
- Équipe féminine de l'université de Rouen depuis 2008.
- Manager de l'équipe de France féminine de novembre 2014 à décembre 2016.

## Palmarès de joueur

### En club
- Championnat de France de première division  :
  - Champion (3) : 1985, 1986 et 1989
- Challenge Yves du Manoir :
  - Vainqueur (1) : 1988
  - Finaliste (1) : 1984
- Coupe de France : 
  - Vainqueur (1) : 1984
  - Finaliste (1) : 1985

### En équipe nationale
- Sélections en équipe nationale : 1